# Serang (miasto)
Serang – miasto w Indonezji na Jawie; ośrodek administracyjny prowincji Banten; 168 tys. mieszkańców (2006).
Leży na północno-zachodnim krańcu Jawy u podnóża wulkanu Karang; 5 km na południe od zabytkowego miasta Banten. Ośrodek regionu rolniczego (uprawa ryżu, warzyw); przemysł spożywczy i metalowy.